# Shiri Maimon
Shiri Maimon (in ebraico שירי מימון‎?; Haifa, 17 maggio 1981) è una cantante e attrice israeliana.

## Biografia
Nata a Haifa e cresciuta a Qiryat Haim; il padre è tunisino e la madre è marocchina.
Inizia il suo debutto all'età di 10 anni nel 1991 a teatro recitando e cantando diverse canzoni per bambini in uno show chiamato Festigal. Nel 2001 partecipa a un video musicale della band Teapacks. Successivamente si trasferì e lavorò come cantante e come barista ad Eilat.
Nel 2005, Maimon prese parte al Kdam Eurovision, la pre-Eurovision gara di canto in cui Israele è stato selezionato per parteciparvi, e non era la favorita per la vittoria. Inaspettatamente vinse il primo posto totalizzando 116 punti su 120 per la sua interpretazione di Hasheket sheNish'ar (Il silenzio che resta), contenuta nel suo album di debutto Shiri Maimon. Perciò divenne la rappresentante ufficiale di Israele all'Eurovision Song Contest del 2005 a Kiev.
Inizialmente Maimon rifiutò il consiglio di cantare parte della canzone in ebraico e in inglese, poi, considerando che le canzoni straniere non avevano avuto gran successo in passato, acconsentì a cantare anche una parte inglese. All'evento si classifica quarta guadagnando 154 punti.

Nel marzo del 2006 recita in Yeladot Ra'ot (Bad Girls), una serie televisiva israeliana andata in onda su un canale di musica, dove interpreta il ruolo di Maya Gold, una cantante di talento che cerca di bilanciare la sua carriera e la sua vita sentimentale e la cura per il suo fratello tossicodipendente. Il suo primo singolo dal suo secondo album, pubblicato nel dicembre 2007, dal titolo "Yoter Tov Lisloach" (Meglio perdonare), diviene un successo.
Shiri Maimon ha partecipato agli MTV Europe Music Awards del 2008 interpretando il suo nuovo singolo Chelekh mimkah (Now That You're Gone), estratto dal terzo album Standing On My Own, finendo al terzo posto come Miglior artista d'Europa e aggiudicandosi Miglior artista Israeliano.

## Album di debutto
Nel settembre 2005 venne pubblicato Shiri Maimon, l'album di debutto dell'artista che divenne dopo pochi mesi Disco d'Oro, vendendo oltre 20 000 copie.

## Secondo album
Nel dicembre 2007 venne estratto il primo singolo, intitolato Yoter Tov Lisloach (Better to Forget). Nel gennaio 2008 venne pubblicato l'album vero e proprio Rega Lifney She... (Moment Before That).

## 2013/2014
È uno dei quattro giudici di The X-Factor Israel Insieme a Ivri Lider, Moshe Peretz e Rami Fortis.

## Discografia
- Shiri Maimon
- Rega Lifney She... (Moment Before That)
- Standing on My Own